# Grand Prix de Fougères
Le Grand Prix de Fougères (ou Grand Prix des Angevines) est une course cycliste française disputée à Fougères, dans le département d'Ille-et-Vilaine. Créée en 1953, elle est habituellement organisée par le COC Fougerais dans le cadre des festivités annuelles des Angevines. 
Cette compétition fait partie du calendrier national de la Fédération française de cyclisme. Elle figure également au programme de la Coupe de France N1 en 2021 et 2023. 
L'édition 2020 est annulée en raison du contexte sanitaire lié à la pandémie de Covid-19.

## Palmarès
| Année | Vainqueur          | Deuxième               | Troisième            |
| ----- | ------------------ | ---------------------- | -------------------- |
| 1953  | Joseph Groussard   | Francis Pipelin        | Marcel Carfantan     |
| 1954  | Alexandre Delanoë  | Eugène Letendre        | Jules Guida          |
| 1955  | Eugène Letendre    | Robert Jourdin         | Louis Blot           |
| 1956  | Joseph Auré        | Maurice Jamois         | Henri Battais        |
| 1957  | Maurice Lainé      | Louis Blot             | Raymond Guilbert     |
| 1958  | Joseph Auré        | Basile Decortès        | André Foucher        |
| 1959  | François Le Bihan  | René Delamaire         | Basile Decortès      |
| 1960  | Godina             | Le Bouler              | André Cloarec        |
| 1961  | Hubert Ferrer      | Félix Lebuhotel        | André Ruffet         |
| 1962  | Jacques Hurel      | Jean Guillemet         | André Ruffet         |
| 1963  | Marcel Carfantan   | Marcel Floc'hlay       | Félix Lebuhotel      |
| 1964  | Désiré Letort      | Jacques Hurel          | Gilbert Roselier     |
| 1965  | François Le Bihan  | Jean-Claude Vermeulen  | André Gislard        |
| 1966  | François Le Bihan  | François Goasduff      | Marcel Floc'hlay     |
| 1967  | Bernard Champion   | Albert Bastard         | René Grenier         |
| 1968  | Robert Jouan       | Bernard Champion       | André Carlo          |
| 1969  | Charles Turpin     | Claude Mazeaud         | François Goasduff    |
| 1970  | Jean Marcarini     | Claude Mazeaud         | François Le Bihan    |
| 1971  | William Lemercier  | Louis Coquelin         | Yannick Morice       |
| 1972  | Claude Mazeaud     | Jean-Paul Maho         | Michel Raulet        |
| 1973  | Patrick Béon       | Jean-Claude Daunat     | Louis Coquelin       |
| 1974  | Philippe Denié     | Louis Coquelin         | Pierre Touchefeu     |
| 1975  | Alain Nogues       | Louis Coquelin         | Joël Parc            |
| 1976  | Yves Ravaleu       | Daniel Leveau          | Louis Coquelin       |
| 1977  | François Leveau    | Philippe Tesnière      | Bertrand Boivent     |
| 1978  | Roger Legeay       | Bernard Becaas         | Philippe Tesnière    |
| 1979  | Louis Coquelin     | Patrick Le Droff       | Marc Gomez           |
| 1980  | Bernard Hinault    | Philippe Tesnière      | Raymond Martin       |
| 1981  | Didier Blot        | Bruno Guillet          | Bernard Boivent      |
| 1982  | Patrick Le Droff   | Jean Pinault           | André Foucher        |
| 1983  | Didier Blot        | Yvon Bouriel           | Pierre Touchefeu     |
| 1984  | Philippe Dalibard  | Eugène Plet            | Didier Blot          |
| 1985  | Yvon Corbel        | Jean-Jacques Henry     | Hervé Poussard       |
| 1986  | Gary Newbold       | Marc Hibou             | Serge Bodin          |
| 1987  | Philippe Dalibard  | Christian Levavasseur  | Philippe Hardy       |
| 1988  | Didier Le Huitouze | Camille Coualan        | Philippe Dalibard    |
| 1989  | Jean-Marc Barbé    | Thierry Gouvenou       | Éric Bourout         |
| 1990  | Jean-Marc Barbé    | Gaëtan Leroy           | Alain Benoît         |
| 1991  | Denis Leproux      | Philippe Dalibard      | Marc Hibou           |
| 1992  | Mickaël Boulet     | Franck Laurance        | Serguei Zaroubine    |
| 1993  | Emmanuel Hubert    | Rémy Quinton           | Jean-Jacques Lamour  |
| 1994  | Arnaud Chauvière   | Mickaël Boulet         | Éric Bourout         |
| 1995  | Éric Bourout       | Sébastien Hatton       | Sylvain Desbois      |
| 1996  | Mickaël Hacques    | Erwan Jan              | Frédéric Delalande   |
| 1997  | Michel Lallouët    | Frédéric Delalande     | Jacek Bodyk          |
| 1998  | Frédéric Delalande | Jean-Philippe Thibault | Plamen Stoyanov      |
| 1999  | Guillaume Judas    | Marek Leśniewski       | Camille Bouquet      |
| 2000  | Guillaume Judas    | Plamen Stoyanov        | Camille Bouquet      |
| 2001  | Frédéric Delalande | Cédric Hervé           | Éric Berthou         |
| 2002  | Frédéric Delalande | Jérémy Roy             | Christophe Thébault  |
| 2003  | Lloyd Mondory      | Tony Cavet             | Christophe Guillome  |
| 2004  | Stéphan Ravaleu    | Dominique Rault        | Carl Naibo           |
| 2005  | Charles Guilbert   | Salva Vilchez          | Jonathan Dayus       |
| 2006  | Cédric Hervé       | Ludovic Martin         | Mikaël Cherel        |
| 2007  | Yann Pivois        | Romain Lebreton        | Guillaume Malle      |
| 2008  | Guillaume Malle    | Franck Vermeulen       | Benoît Luminet       |
| 2009, | Julien Fouchard    | Franck Charrier        | Yannick Ricordel     |
| 2010  | Armindo Fonseca    | François Lançon        | David Chopin         |
| 2011, | Yoann David        | Yann Guyot             | Méven Lebreton       |
| 2012  | Freddy Bichot      | Guillaume Belgy        | Anthony Haspot       |
| 2013  | Julien Guay        | Luc Tellier            | Jérémy Leveau        |
| 2014  | Yann Guyot         | Julien Guay            | Samuel Plouhinec     |
| 2015  | Maxime Renault     | Étienne Tortelier      | Pierre Gouault       |
| 2016  | Julien Guay        | Yann Guyot             | Samuel Plouhinec     |
| 2017  | Maxime Cam         | Alexis Guérin          | Samuel Plouhinec     |
| 2018  | Thibault Ferasse   | Cyrille Patoux         | Nicolas David        |
| 2019  | Maxime Chevalier   | Stylianós Farantákis   | Tony Hurel           |
| 2020  | annulé             | annulé                 | annulé               |
| 2021  | Bastien Tronchon   | Jean-Louis Le Ny       | Nicolas Debeaumarché |
| 2022  | Damien Poisson     | Morne van Niekerk      | Florian Dauphin      |
| 2023  | Florian Dauphin    | Pierre Thierry         | Baptiste Veistroffer |
| 2024  | Jocelyn Baguelin   | Nicola Marcerou        | Jonas Geens          |